# Yoann Jaumel
Yoann Jaumel (Montpellier, 16 settembre 1987) è un pallavolista francese.
Gioca nel ruolo di palleggiatore nel Nice Volley-Ball.

## Carriera
La carriera di Yoann Jaumel comincia nelle giovanili del Lattes Volley Club; nel 2004 entra a far parte della squadre federale del Centre National de Volley-Ball ed allo stesso fa parte anche delle nazionali giovanili francesi, vincendo la medaglia d'argento al campionato europeo under 19 2005 e al campionato europeo under 20 2006.
Nella stagione 2006-07 debutta nella Pro A con lo Stade Poitevin, mentre nell'annata successiva passa al Montpellier Agglomération Volley Université Club, dove rimane per tre annate. Nella stagione 2010-11 viene ingaggiato dal Martigues Volley-Ball, in Ligue B, categoria dove resta anche per l'annata successiva con l'Avignon Volley-Ball, con cui vince il campionato, ottenendo la promozione in Ligue A, dove gioca, con lo stesso club, nella stagione 2012-13; nel 2013 riceve le prime convocazioni nella nazionale maggiore, con cui si aggiudica la medaglia di bronzo ai XVII Giochi del Mediterraneo.
Nella stagione 2013-14 veste la maglia del Gazélec Football Club Ajaccio Volley-Ball, sempre nella massima serie del campionato francese, dove resta per due annate; con la nazionale vince la medaglia d'oro alla World League 2015. Per il campionato 2015-16 viene ingaggiato dal Tours Volley-Ball, aggiudicandosi la Supercoppa francese.
Nell'annata 2016-17 per militare nella Serie A1, tra le file dell'Associazione Sportiva Volley Lube: la sua permanenza nella squadra italiana è di neanche un mese, dovuta al recupero da un infortunio di Micah Christenson, per poi fare ritorno in Francia, accasandosi al Nice Volley-Ball per il resto della stagione.

## Palmarès

### Club
- Supercoppa francese: 1

2015

### Nazionale (competizioni minori)
- Campionato europeo under 19 2005
- Campionato europeounder 20 2006
- Giochi del Mediterraneo 2013
- Memorial Hubert Wagner 2015

### Premi individuali
- 2015 - Memorial Hubert Wagner: Miglior palleggiatore